# Grimpoteuthis hippocrepium
Grimpoteuthis hippocrepium là một loài bạch tuộc trong họ Opisthoteuthidae.